# 長根 (八戸市)
長根（ながね）は、青森県八戸市の地名のひとつ。町名は、長根一丁目から長根四丁目がある。

## 地理
八戸市の中央部に位置し、売市に囲まれた地区である。長根は細長く北西から南東に伸びている地区で、地区の北端に馬淵川緑地がある。南端には長根総合運動公園が位置しており、中心市街地に程近いところにある閑静な住宅街である。鉄道の駅は無く、本八戸駅が最寄り駅になる。

## 世帯数と人口
2017年（平成29年）4月30日現在の世帯数と人口は以下の通りである。
| 丁目       | 世帯数  | 人口    |
| ---------- | ------- | ------- |
| 長根一丁目 | 324世帯 | 698人   |
| 長根二丁目 | 242世帯 | 543人   |
| 計         | 566世帯 | 1,241人 |

## 沿革
- 2002年(平成14年)6月29日 - 大字売市の一部から分離し、長根一～二丁目が成立。
- 2018年(平成30年)2月10日 - 大字売市の一部から分離し、長根三～四丁目が成立。[4]

### 町名の変遷
| 実施後     | 実施年月日    | 実施前（注が無い場合は一部）                           |
| ---------- | ------------- | ------------------------------------------------------ |
| 長根一丁目 | 2002年6月29日 | 大字売市字長根、輿遊下、下久根、売市                   |
| 長根二丁目 | 2002年6月29日 | 大字売市字長根、下久根、熊野堂                         |
| 長根三丁目 | 2018年2月10日 | 大字売市字長根、長根平、鴨ケ池、小侍、新坂平、左水門下 |
| 長根四丁目 | 2018年2月10日 | 大字売市字鴨ケ池、小侍、新坂平、馬場河原               |

これにより2002年に字熊野堂、下久根、売市が売市と分け合い消滅した。また、2018年に字長根、長根平、新坂平が消滅した。

## 施設
- 三八教育会館
- 八戸市立第二中学校